# Atak na CRPF w Talmetli
Atak na CRPF w Talmetli – zasadzka naksalitów (maoistycznej partyzantki ludowej) zorganizowana 6 kwietnia 2010 roku w dystrykcie Dantewada leżącym w stanie Chhattisgarh w środkowo-wschodnich Indiach. Celem był konwój CRPF - federalnej formacji policji indyjskiej. Rezultatem ataku była śmierć 76 funkcjonariuszy.

## Tło
Podczas 40-letniej rebelii naksalitów w Indiach zginęło ok. 6 tys. ludzi. Na początku XXI wieku liczba ataków rebeliantów została zintensyfikowana. W 2006 premier Indii Manmohan Singh nazwał rebelię naksalitów największym wyzwaniem dla bezpieczeństwa kraju w historii. Trzy lata później powiedział, że rząd przegrywa kampanię z bojownikami.
W związku z tym w listopadzie 2009 rząd zainicjował wojskową operację pod kryptonimem Zielone Łowy.
Podczas ataku maoistów w Slidzie w lutym 2010, zginęło 25 funkcjonariuszy EFR.

## Atak

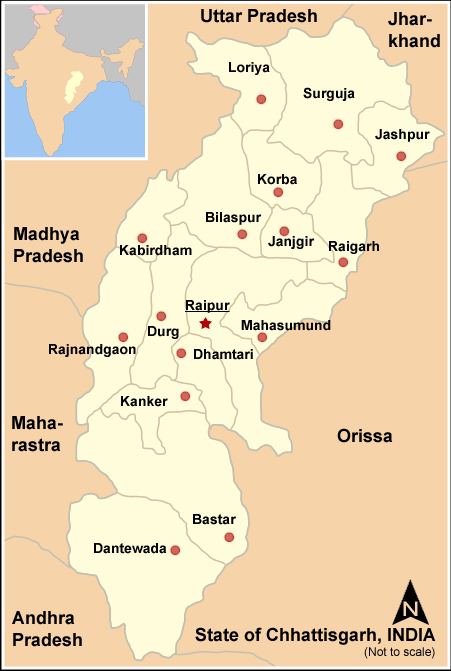
Mapa stanu Chhattisgarh

Do ataku doszło 6 kwietnia 2010 ok. 5:30 czasu lokalnego w dżungli Mukrana w pobliżu wioski Talmetla w dystryktcie Dantewada leżącym na południu stanu Chhattisgarh, graniczącym ze stanami Maharasztra, Andhra Pradeś i Orisa.   
Maoiści zdetonowali dwie miny-pułapki na drodze konwoju. Była to ta sama droga, którą CRPF wjechało na teren, gdy od lokalnej policji otrzymało informację o zgromadzeniu się grupy naksalitów w rejonie Talmetli. 
300 rebeliantów zaatakowało konwój Central Reserve Police Force (CRPF), transportujący funkcjonariuszy wracających ze służby.    
W wyniku ataku śmierć poniosło 76 policjantów, w tym Deputy Commandant i Assistant Commandant sił CRPF oraz dowódca policji z dystryktu Dantewada. Komentatorzy zauważają, że federalnym siłom CRPF, które przebywały w dżungli, towarzyszył tylko jeden funkcjonariusz z lokalnej policji.  
W wyniku ataku w Talmetli liczba tegorocznych ofiar naksalitów wzrosła do ok. 300 osób.  
Naksalici, którzy stracili 8 swoich członków, przechwycili mundury i broń, którą mieli przy sobie funkcjonariusze.

## Reakcje
Indyjski minister spraw wewnętrznych Palaniappan Chidambaram, potępił atak, który ukazał dziki charakter maoistów. Minister trzy dni po ataku złożył dymisję na ręce premiera, który jednak jej nie przyjął.
Gopal, lider rebeliantów, przekazał, że atak był bezpośrednią konsekwencją podjęcia operacji Zielone Łowy.